# Forellenweiher (Kaiserslautern)
Der Forellenweiher ist ein ehemaliger See in Kaiserslautern.

## Lage
Der damalige städtische Badeweiher befand sich an der Forellenstraße.

## Geschichte
Der See war ursprünglich als Badeweiher für die Bewohner von Kaiserslautern gedacht. Aufgrund der Nähe zu den Eisenbahngleisen sowie dem Schlachthof beschwerten sich die Besucher oft über Gestank oder darüber, dreckiger aus dem Wasser zu kommen als vor dem Betreten. Im Winter wurde der Weiher zum Eislaufen genutzt. Zwischenzeitig probierte man, den Weiher zur Fischzucht zu nutzen für Karpfen, Schleien und Aale.